# El fogjuk temetni magukat!

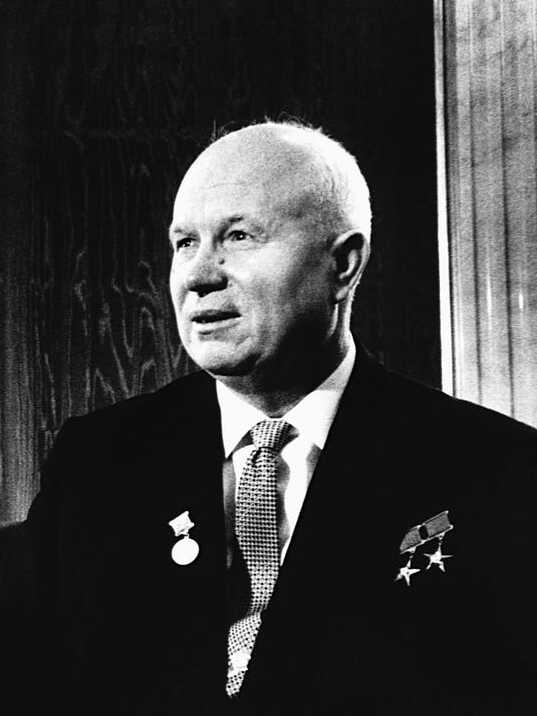
Hruscsov 1961-ben.

Az „El fogjuk temetni magukat!” (oroszul: Мы вас похороним!, Mü vasz pohoronyim!) Nyikita Hruscsov 1956. november 18-án, a moszkvai lengyel nagykövetség fogadásán a nyugati országok diplomatáihoz intézett mondata volt, ami bejárta a világsajtót.
Beszédének teljes változata az alábbi volt:
„Нравится вам или нет, но история на нашей стороне. Мы вас закопаем.”

(„Tetszik maguknak, vagy sem, a történelem a mi oldalunkon van. El fogjuk temetni magukat.”)
Jan Šejna a hidegháborús szocialista stratégiáról szóló könyvének ezt a címet adta.
1963. augusztus 24-én jugoszláviai beszédében megemlítette, hogy korábbi kijelentése beszédtémává vált:
„Korábban problémát okozott, hogy azt mondtam, »el fogjuk temetni magukat«. Természetesen mi nem fogjuk ásóval eltemetni magukat. A maguk munkásosztálya fogja eltemetni magukat.”